# Kronovalls Store vång
Kronovalls Store vång är ett naturreservat och Natura 2000-område i Tomelilla kommun i Skåne län.
Under många hundra år användes området kring Kronovalls slott till bete och slåtter. Det har skapat den rika blomsterprakt som idag finns i Kronovalls Store vång. 

## Flora och fauna
Reservatet består till största del av betesmark med mindre inslag av ädellövskog.
Växter som finns på området är bl.a. Granspira, jungfrulin, kattfot, slåttergubbe, svinrot, ljung, blåsuga och ängsnycklar.
I de kärr som finns på området lever bl.a. lövgroda och större vattensalamander.